# Драгон-пайп
Драгон-пайп (трубка Дракона) — діатрема, пов'язана з кімберлітовим полем Березових гір на півночі Альберти, Канада. Вважається, що вона утворилася приблизно 75 мільйонів років тому, коли під час пізнього крейдяного періоду ця частина Альберти була вулканічно активною. 

## Дивіться також
- Список вулканів Канади